# Fußball-Europameisterschaft 2021/Frankreich
Dieser Artikel behandelt die französische Nationalmannschaft der Männer bei der Fußball-Europameisterschaft 2021. Dies war für Frankreichs Fußballer die zehnte Teilnahme an einer Europameisterschaftsendrunde.

## Qualifikation
Frankreich war in der Qualifikationsgruppe H zwischen März und November 2019 auf folgende Gegner getroffen:
| Moldau     | - | Frankreich | 1:4 und 1:2 |
| Frankreich | - | Island     | 4:0 und 1:0 |
| Türkei     | - | Frankreich | 2:0 und 1:1 |
| Andorra    | - | Frankreich | 0:4 und 0:3 |
| Frankreich | - | Albanien   | 4:1 und 2:0 |

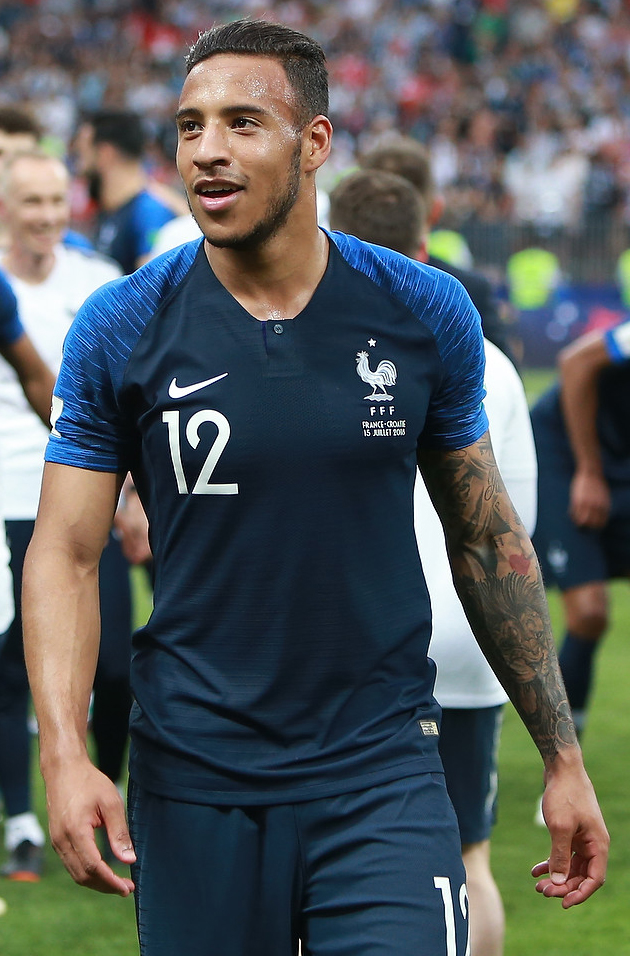
Corentin Tolisso

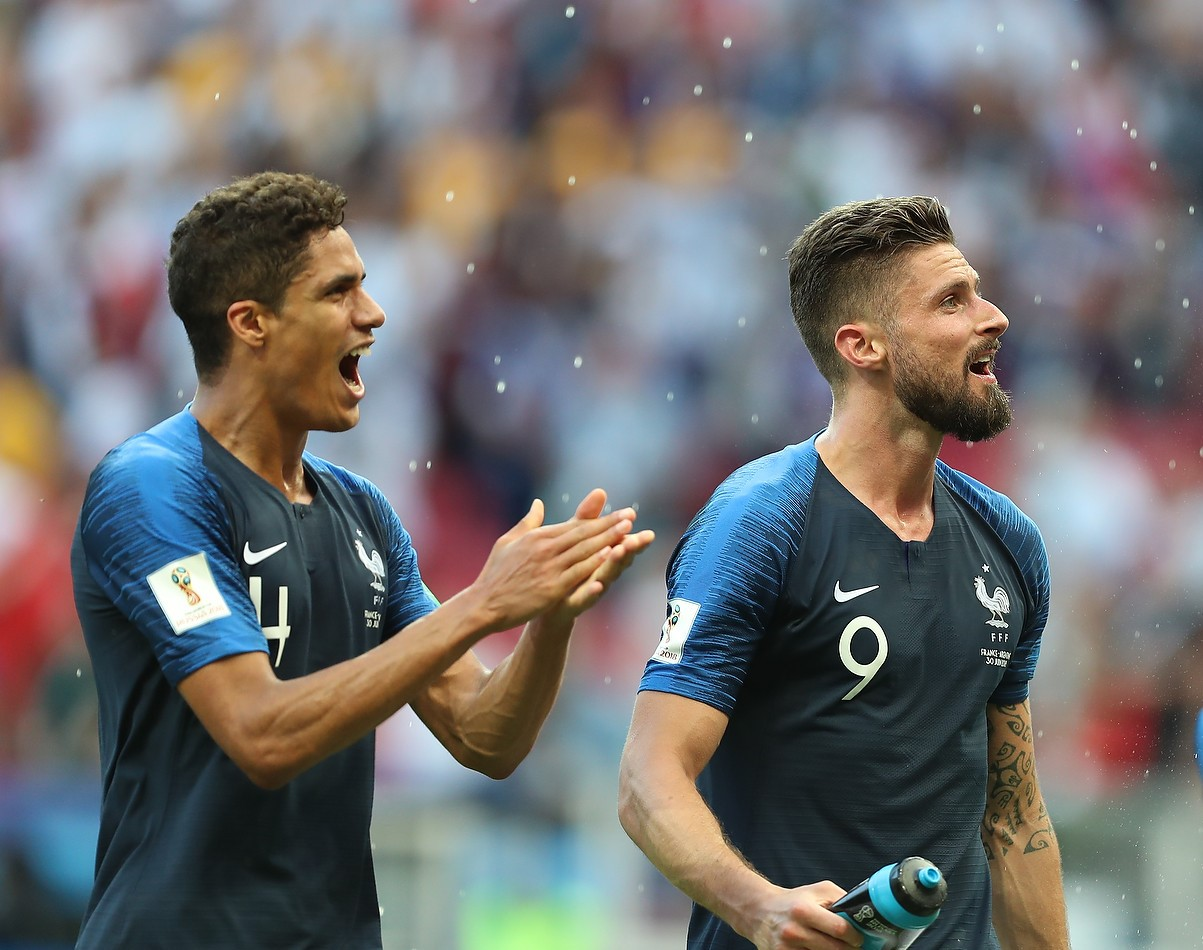
Varane und Giroud – für die Bleus unverzichtbar

Für die Franzosen als amtierender Weltmeister war die Qualifikation kein Selbstgänger, insbesondere nachdem sie in ihrem dritten Spiel in der Türkei verloren und auch im Rückspiel lediglich ein Unentschieden geschafft hatten. Nach dem 0:2 in Konya sprachen französische Medien von einer „Klatsche“, „Schande“ beziehungsweise einem „Absturz“ und beklagten, dass das Team „nicht einen einzigen Schuss auf das türkische Tor gebracht“ hatte. Allerdings gewannen die Bleus ihre übrigen acht Spiele, ohne dabei durchgehend zu überzeugen, während die als Gruppenzweite gleichfalls direkt für die EM-Endrunde qualifizierten Türken gegen Island in zwei Partien lediglich einen Punkt holten.
In diesen Spielen hatte Trainer Didier Deschamps insgesamt 29 Spieler eingesetzt. Sämtliche zehn Partien bestritten nur die beiden Angreifer Griezmann und Giroud; Abwehrchef Varane brachte es auf neun Einsätze. Im Einzelnen wurden berücksichtigt (Zahl der Einsätze in Klammern, wobei beispielsweise „3+2e“ bedeutet, dass der betreffende Spieler dreimal in der Startelf stand und weitere zweimal eingewechselt wurde):
Tor
Hugo Lloris (6), Steve Mandanda (4)
Abwehr
Raphaël Varane (9), Benjamin Pavard (7+1e), Clément Lenglet (7), Lucas Digne (6), Léo Dubois (3), Samuel Umtiti (3), Layvin Kurzawa (2), Lucas Hernández (2), Presnel Kimpembe (1+1e), Kurt Zouma (1), Benjamin Mendy (1)
Mittelfeld
Moussa Sissoko (5+2e), Thomas Lemar (1+6e), Blaise Matuidi (6), Corentin Tolisso (6), Paul Pogba (4), N’Golo Kanté (3), Ferland Mendy (1+1e), Tanguy Ndombele (1)
Angriff
Antoine Griezmann (10), Olivier Giroud (8+2e), Kingsley Coman (5+1e), Wissam Ben Yedder (3+3e), Kylian Mbappé (5), Jonathan Ikoné (1+3e), Nabil Fekir (4e), Florian Thauvin (1+1e)
Für die 25 französischen Treffer zeichneten Giroud (6), Coman, Griezmann, Mbappé (je 3), Varane, Ben Yedder (je 2), Thauvin, Ikoné, Tolisso, Umtiti, Zouma und Lenglet (je 1) verantwortlich.

## Vorbereitung
Frankreichs Spieler kamen am 26. Mai 2021 zum Trainingslager in Clairefontaine-en-Yvelines zusammen. Von dort aus fuhren sie zu zwei Vorbereitungsspielen (2. Mai gegen Wales, 8. Mai gegen Bulgarien) nach Nice beziehungsweise Saint-Denis. Beide Partien endeten mit einem 3:0-Sieg, wobei Griezmann und Giroud jeweils zwei Tore schossen, Mbappé und Dembélé je einmal erfolgreich waren.
Die Anreise der Bleus nach München erfolgte erst am Vortag ihres ersten Gruppenspiels, am 16. Juni ging es weiter nach Budapest, dem Austragungsort der beiden restlichen Vorrundenpartien.

## Aufgebot
Am 18. Mai 2021, zwei Wochen vor dem spätesten Meldetermin, hatte Trainer Deschamps seinen Spielerkader für die Endrunde öffentlich präsentiert, der bei diesem Turnier 26 statt der jahrzehntelang üblichen 23 Namen umfassen durfte. Lediglich sechs Spieler standen zum Zeitpunkt der Bekanntgabe bei einem Ligue-1-Verein unter Vertrag.
| Nr.        | Name              | Verein (a)                     | Geburtstag | Spiele (Tore) (b) | EM- Sp. (c) | Spiel- Min. | EM- Tore (c) | Gelb | G/R | Rot |
| Tor        | Tor               | Tor                            | Tor        | Tor               | Tor         | Tor         | Tor          | Tor  | Tor | Tor |
| ---------- | ----------------- | ------------------------------ | ---------- | ----------------- | ----------- | ----------- | ------------ | ---- | --- | --- |
| 01         | Hugo Lloris       | Tottenham Hotspur (ENG)        | 26.12.1986 | 125 0(0)          | 4           | 390         | 0            | 1    | 0   | 0   |
| 23         | Mike Maignan      | OSC Lille                      | 03.07.1995 | 01 0(0)           | 0           |             | 0            | 0    | 0   | 0   |
| 16         | Steve Mandanda    | Olympique Marseille            | 28.03.1985 | 034 0(0)          | 0           |             | 0            | 0    | 0   | 0   |
| Abwehr     |                   |                                |            |                   |             |             |              |      |     |     |
| 18         | Lucas Digne       | FC Everton (ENG)               | 20.07.1993 | 037 0(0)          | 2           | 97          | 0            | 0    | 0   | 0   |
| 24         | Léo Dubois        | Olympique Lyon                 | 14.09.1994 | 07 0(0)           | 0           |             | 0            | 0    | 0   | 0   |
| 21         | Lucas Hernández   | FC Bayern München (DEU)        | 14.02.1996 | 026 0(0)          | 2           | 135         | 0            | 1    | 0   | 0   |
| 03         | Presnel Kimpembe  | Paris Saint-Germain FC         | 13.08.1995 | 017 0(0)          | 4           | 390         | 0            | 1    | 0   | 0   |
| 25         | Jules Koundé      | FC Sevilla (SPA)               | 12.11.1998 | 01 0(0)           | 1           | 90          | 0            | 0    | 0   | 0   |
| 05         | Clément Lenglet   | FC Barcelona (SPA)             | 17.06.1995 | 012 0(1)          | 1           | 45          | 0            | 0    | 0   | 0   |
| 02         | Benjamin Pavard   | FC Bayern München (DEU)        | 28.03.1996 | 035 0(2)          | 3           | 300         | 0            | 2    | 0   | 0   |
| 04         | Raphaël Varane    | Real Madrid (SPA)              | 25.04.1993 | 075 0(5)          | 4           | 390         | 0            | 1    | 0   | 0   |
| 15         | Kurt Zouma        | FC Chelsea (ENG)               | 27.10.1994 | 06 0(1)           | 0           |             | 0            | 0    | 0   | 0   |
| Mittelfeld |                   |                                |            |                   |             |             |              |      |     |     |
| 13         | N’Golo Kanté      | FC Chelsea (ENG)               | 29.03.1991 | 046 0(2)          | 4           | 390         | 0            | 0    | 0   | 0   |
| 08         | Thomas Lemar      | Atlético Madrid (SPA)          | 12.11.1995 | 025 0(4)          | 1           | 3           | 0            | 0    | 0   | 0   |
| 06         | Paul Pogba        | Manchester United (ENG)        | 15.03.1993 | 080 (10)          | 4           | 376         | 1            | 0    | 0   | 0   |
| 14         | Adrien Rabiot     | Juventus Turin (ITA)           | 03.04.1995 | 015 0(0)          | 4           | 305         | 0            | 0    | 0   | 0   |
| 17         | Moussa Sissoko    | Tottenham Hotspur (ENG)        | 16.08.1989 | 069 0(2)          | 2           | 26          | 0            | 0    | 0   | 0   |
| 12         | Corentin Tolisso  | FC Bayern München (DEU)        | 03.08.1994 | 025 0(2)          | 3           | 81          | 0            | 0    | 0   | 0   |
| Angriff    |                   |                                |            |                   |             |             |              |      |     |     |
| 22         | Wissam Ben Yedder | AS Monaco                      | 12.08.1990 | 014 0(2)          | 0           |             | 0            | 0    | 0   | 0   |
| 19         | Karim Benzema     | Real Madrid (SPA)              | 19.12.1987 | 083 (27)          | 4           | 348         | 4            | 0    | 0   | 0   |
| 20         | Kingsley Coman    | FC Bayern München (DEU)        | 13.06.1996 | 030 0(5)          | 2           | 100         | 0            | 1    | 0   | 0   |
| 11         | Ousmane Dembélé   | FC Barcelona (SPA)             | 15.05.1997 | 025 0(4)          | 2           | 31          | 0            | 0    | 0   | 0   |
| 09         | Olivier Giroud    | FC Chelsea (ENG)               | 30.09.1986 | 108 (46)          | 2           | 41          | 0            | 0    | 0   | 0   |
| 07         | Antoine Griezmann | FC Barcelona (SPA)             | 21.03.1991 | 091 (37)          | 4           | 355         | 1            | 1    | 0   | 0   |
| 10         | Kylian Mbappé     | Paris Saint-Germain FC         | 20.12.1998 | 044 (17)          | 4           | 390         | 0            | 0    | 0   | 0   |
| 26         | Marcus Thuram     | Borussia Mönchengladbach (DEU) | 06.08.1997 | 03 0(0)           | 1           | 9           | 0            | 0    | 0   | 0   |
| Trainer    |                   |                                |            |                   |             |             |              |      |     |     |
|            | Didier Deschamps  | Didier Deschamps               | 15.10.1968 | 113               |             |             |              |      |     |     |

Für die kräftigsten Schlagzeilen sorgte Karim Benzemas Rückkehr in den Kreis des Nationalteams, fünfeinhalb Jahre nachdem Deschamps ihn ausgebootet und seither nicht mehr berücksichtigt hatte. France Football, deren Redaktion sich schon Ende 2017 für eine Wiederberücksichtigung des Angreifers ausgesprochen hatte, nannte die Entscheidung des Trainers angesichts Benzemas aktueller Leistungen im Verein „vollauf verdient“. Als weitere Überraschungen galten die Nominierungen von Jules Koundé, einem absoluten Neuling in einem A-Aufgebot, und Marcus Thuram.

## Spiele bei der Endrunde
Die eigentlich bereits für den Sommer 2020 geplante Endrunde, die diesmal nicht in einem einzelnen Land ausgetragen wurde, musste aufgrund der COVID-19-Pandemie um ein Jahr verschoben werden. Die Auslosung bescherte den Franzosen dabei durchaus anspruchsvolle Aufgaben.

### Gruppenphase
In der Gruppe F traf Frankreich auf Titelverteidiger Portugal (23. Juni in Budapest) und zudem mit Deutschland (15. Juni in München) sowie Ungarn (19. Juni wiederum in Budapest) auf zwei Mannschaften, die jeweils Gastgeber der Begegnung waren.
| Pl.                                                                                        | Land        | Sp. | S | U | N | Tore    | Diff. | Punkte |
| ------------------------------------------------------------------------------------------ | ----------- | --- | - | - | - | ------- | ----- | ------ |
| 1.                                                                                         | Frankreich  | 3   | 1 | 2 | 0 | 004:300 | +1    | 05     |
| 2.                                                                                         | Deutschland | 3   | 1 | 1 | 1 | 006:500 | +1    | 04     |
| 3.                                                                                         | Portugal    | 3   | 1 | 1 | 1 | 007:600 | +1    | 04     |
| 4.                                                                                         | Ungarn      | 3   | 0 | 2 | 1 | 003:600 | −3    | 02     |
| Für die Platzierung war der direkte Vergleich ausschlaggebend (Portugal – Deutschland 2:4) |             |     |   |   |   |         |       |        |

|                                                   |   |             |           |
| 15. Juni 2021, 21 Uhr, in München (13.000 Z.)     |   |             |           |
| Frankreich                                        | – | Deutschland | 1:0 (1:0) |
| 19. Juni 2021, 15:00 Uhr, in Budapest (56.000 Z.) |   |             |           |
| Ungarn                                            | – | Frankreich  | 1:1 (1:0) |
| 23. Juni 2021, 21:00 Uhr, in Budapest (54.900 Z.) |   |             |           |
| Portugal                                          | – | Frankreich  | 2:2 (1:1) |

### Achtelfinale
|                                                |   |         |                                 |
| 28. Juni 2021, 21 Uhr, in Bukarest (22.600 Z.) |   |         |                                 |
| Frankreich                                     | – | Schweiz | 3:3 n. V. (3:3, 0:1), 4:5 i. E. |

Als Gruppensieger bekamen die Franzosen es mit einem der vier qualifizierten Drittplatzierten zu tun und trafen am 28. Juni auf die Schweiz. In dem dramatischen und torreichen Spiel in Bukarest schied der Weltmeister durch ein 4:5 im Elfmeterschießen (reguläre Spielzeit 3:3) aus.